# Glen Powell
Glen Thomas Powell, Jr. (ur. 21 października 1988 w Austin) – amerykański aktor filmowy i telewizyjny, scenarzysta oraz producent filmowy.

## Wczesne lata
Urodził się w Austin w stanie Teksas jako syn Cyndy Powell i Glena Powella Seniora. Nazwisko jego ojca to Chutsky, a nazwisko matki Powell i wychowywał się pod nazwiskiem matki. Jego matka miała korzenie angielskie, niemieckie i walijskie, a ojciec miał pochodzenie polskie i był potomkiem Tatarów.

## Kariera
Ukończył studia na Uniwersytecie Teksańskim w Austin. Debiutował rolą epizodyczną w filmie Mali agenci 3D: Trójwymiarowy odjazd (2003). Popularność przyniosła mu rola Thorna, hakera i górołaza, w przygodowym filmie akcji Niezniszczalni 3 (2014), w którym wystąpił u boku Sylvestra Stallone’a, Jasona Stathama i Kellana Lutza. Pojawił się następnie w komedii Seks według Eda (2014) i komediodramacie The Bad Guys (2015). Jesienią 2015 w telewizji Fox Broadcasting Company swoją premierę miał serial Ryana Murphy’ego Królowe krzyku. Powell odegrał w nim postać Chada Radwella, bogatego członka prestiżowego bractwa studenckiego, a zarazem nekrofila. Richard Linklater zaangażował go do prac nad filmem Każdy by chciał!! (2016). Powell zagrał w nim bejsbolistę i studenta, Finnegana. Jest też scenarzystą i producentem filmowym. Na podstawie jego scenariusza nakręcono w 2011 krótkometrażowy film J.A.W. W przeszłości pracował jako kaskader.